# Very Large Crude Carrier

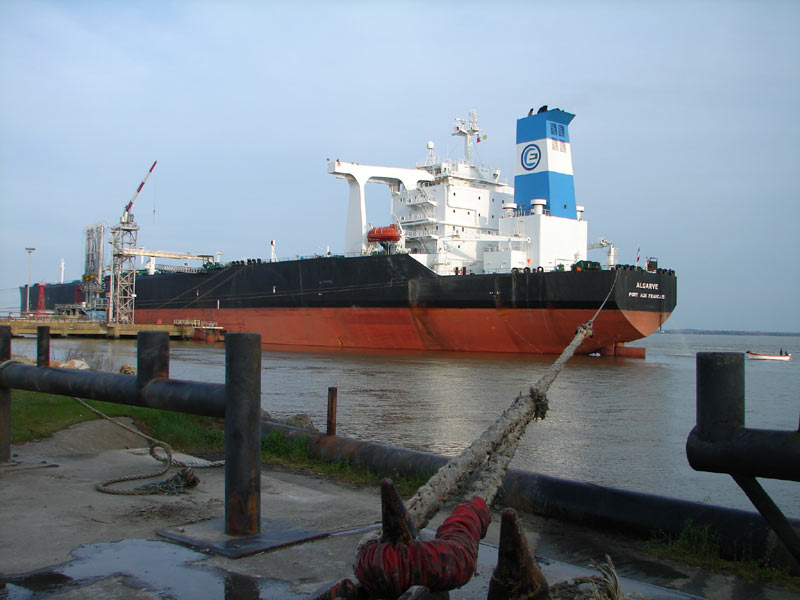
La VLCC Algarve

Una superpetroliera (in inglese very large crude carrier o VLCC) è una tipologia di petroliera la cui portata lorda è compresa tra le 150.000 e le 320.000 tonnellate.

## Dimensioni e utilizzo
In pratica, come dimensioni e capacità di carico, le superpetroliere individuano un segmento immediatamente inferiore alle ancora più grandi megapetroliere (ULCC). Date le loro dimensioni queste navi non possono transitare né nel canale di Suez né in quello di Panama. Come per le ULCC anche le VLCC sono utilizzate nel trasporto del petrolio greggio dai paesi produttori ai terminali europei, americani e asiatici.

## Storia
L'origine di questa tipologia di navi è relativamente recente e si può far risalire al periodo che seguì la crisi petrolifera degli anni settanta. Al giorno d'oggi le VLCC continuano ad essere costruite, anche se le dimensioni massime delle nuove unità non superano le 300.000 tonnellate di portata lorda.